# Joaquín García Ribes
Joaquín García Ribes (Sumacárcel, 1901 - Moncada y Reixach, 14 de enero de 1992) fue un tipógrafo, redactor y comercial español, superviviente de los campos de concentración nazis.

## Biografía
Trabajó como corrector tipográfico y redactor periodístico desde 1924. En 1927 se estableció en Alemania como representante comercial de empresas exportadoras de agrios. Al regresar de Alemania se estableció en Barcelona, donde acompañó a Lluís Companys en la proclamación de la Segunda República el 14 de abril de 1931 desde el balcón del Ayuntamiento de Barcelona.
Durante la Guerra Civil militó en el PSUC y combatió como sargento de ametralladoras en el Ejército Popular de la República. Al finalizar la guerra, se exilió en Francia, donde en septiembre de 1942 fue detenido por las tropas nazis de ocupación del país galo y deportado al campo de exterminio de Treblinka en Polonia. Allí trabajó como carpintero y, junto a un compañero apodado "El Maño", organizó la fuga de 20 presos del campo en marzo de 1943. Fueron atrapados por la Schutzstaffel (SS) cerca de Poznan (a unos 500 kilómetros del campo de Treblinka). Fue el único español superviviente de Treblinka. En 1955 se trasladó a vivir a Moncada y Reixach donde, termimada la dictadura franquista, se le nombró hijo predilecto en 1988. Su muerte coincidió con el juicio contra John Demjanjuk en la capital israelí, Tel Aviv, emigrante de Ucrania y residente en Cleveland (Estados Unidos), acusado de ser el carcelero de Treblinka apodado "Ivan el Terrible". García Ribes siempre sostuvo que el auténtico "Ivan el Terrible" murió en una revuelta de presos el 2 de agosto de 1943 y que, por tanto, no podía serlo Demanjanjuk. Demanjanjuk quedó en libertad por distintos testimonios de afectados que cuestionaron su identidad.